# Erick Ferigra
Erick Steven Ferigra Burnham (* 7. Februar 1999 in Guayaquil) ist ein ecuadorianisch-spanischer Fußballspieler.

## Karriere

### Verein
Erst startete seine Karriere in der La Masia, wo er bis zur U19 verblieb und danach im August 2016 in die vom AC Florenz wechselte. Im August 2017 folgte ein Leihwechsel in die des FC Turin, wo er zur Spielzeit 2018/19 fest in die erste Mannschaft der Turiner wechselte. Bis auf einen Einsatz in der Coppa Italia, kam er in dieser Spielzeit jedoch nie zum Einsatz. So kam es dann zur Spielzeit 2019/20 auch zu einer Leihe in die Mannschaft von Ascoli Calcio. Hier sammelte er zumindest gegen Saisonende ein paar Einsätze in der Serie B. Geholfen hatte dies ihm nach seiner Rückkehr nach Turin aber nicht und so wurde er im Verlauf der Runde 2020/21 überhaupt nicht mehr in einem Pflichtspiel eingesetzt. So verließ er den italienischen Klub auch im nächsten Sommer-Transferfenster in Richtung Spanien, wo er sich ablösefrei UD Las Palmas anschloss.
Hier kam er nun in der Segunda División gleich direkt mehrfach zum Einsatz. Nach dem 24. Spieltag erfolgte aber keine weiterer Einsatz mehr. Als sein Klub den Aufstieg in die Primera División in den Playoffs dann verpasste, verließ er auch die Spanier wieder und kam nun zur Saison 2022/23 bei Paços Ferreira in Portugal unter.

### Nationalmannschaft
Sein Debüt in der ecuadorianischen Nationalmannschaft hatte er am 8. Oktober 2020 bei einer 0:1-Niederlage gegen Argentinien während der Qualifikation für die Weltmeisterschaft 2022. Hier stand er in der Startelf, wurde aber nach der ersten Halbzeit für Ángelo Preciado ausgewechselt.